# 千葉県立柏の葉高等学校
千葉県立柏の葉高等学校（ちばけんりつ かしわのはこうとうがっこう）は、千葉県柏市柏の葉六丁目にある県立高等学校。2007年4月に千葉県立柏北高等学校と千葉県立柏西高等学校が統合して誕生した。校舎は旧・柏西高校のものを引き継いで使用。2020年、国立教育政策研究所により実践教育協力校に指定された。

## 設置学科
- 普通科
- 情報理数科（県内唯一の設置）

## 沿革
- 2003年（平成15年）11月19日 - 県教委が柏北高と柏西高の統合案発表（県立高等学校再編計画第二期実施プログラム）
- 2006年（平成18年）
  - 6月19日 - 統合新校の校名が「千葉県立柏の葉高等学校」に決定（千葉県教育委員会会議）
  - 7月26日 - 中学生向け学校説明会開催
- 2020年 - 情報理数科で行われる情報の授業が国立教育政策研究所により研究対象事業となった

## 校訓
| 自立 | 自己の能力を発見し、自己を確立すること               |
| 創造 | 自ら学び、自ら考え、新しいものを創り出すこと         |
| 飛躍 | 目標実現に邁進し、希望溢れる未来に向けて羽ばたくこと |

## 教育課程

### 普通科
目標
- 幅広い教養、知識を身につけさせる。
- 生徒一人一人の興味・関心・進路等に応じて適切な教育を行う。
- 主体的に進路選択のできる能力と態度の育成をめざす。 

特色 
- 全学年で週31時間授業（7時間授業が週1日）を実施
- 3年では一人一人の希望大学の学部・学科の受験科目にあわせた、カリキュラムを選択できるようになる。
- 希望者には、放課後、夏季補習など、進学のための補習が行われている。

### 情報理数科
目標
- 普通科の学びに加え、専門教科の学びを通して、情報を活用する力、分析する力、課題を解決する力を身に付ける。
- 21世紀の社会をリードできる能力の育成をめざす。 

特色
- 全学年で週31時間授業（7時間授業が週1日）を実施
- 共通教科以外に専門教科としての情報科を学ぶ
- 大学と連携して「論理的に考える」「主体的に取り組む」「コミュニケーション力」を図る
- 国家資格の基本情報技術者試験（FE）の午前科目免除制度の認定校となっている。この取り組みは千葉県内の高等学校としては唯一のものである。

## 部活動
- 野球部
- サッカー部
- テニス部
- バスケットボール部
- バレーボール部
- バドミントン部
- 陸上競技部
- 卓球部
- 剣道部
- ダンス部
- 文芸部
- 英語研究部
- 美術部
- 書道部
- 写真部
- 吹奏楽部
- 軽音楽部
- 漫画研究部
- 演劇部
- 家庭科研究部
- 華道部
- JRC部
- 将棋部
- ボードゲーム部
- コンピュータ同好会

## 出身者

### 芸能
- 木内泰史[3][4]（サンボマスター）
- 酒井一圭[4]（純烈）
- 西原翔吾[4]（声優）

### スポーツ
- 荒聖治[5]（レーシングドライバー）

### その他
- 木崎駿也 (研究者)
- 鈴木亨[5]（料理師）

## 交通
- 柏の葉キャンパス駅から徒歩約12分。
- 柏駅西口から東武バス柏の葉高校前下車。